# Talcott Parsons
Pour les articles homonymes, voir Talcott et Parsons.
Talcott Parsons, né le 13 décembre 1902 à Colorado Springs, Colorado et mort le 8 mai 1979 à Munich, est un sociologue américain. Il est considéré comme l'un des sociologues les plus influents depuis la fin de la Seconde Guerre mondiale jusque dans les années 1960. Il a développé la théorie de l'action et a fortement contribué au courant du structuro-fonctionnalisme, même si vers la fin de sa carrière, il considère que cette description de sa pensée n'est pas adéquate. Après un doctorat en économie à l'Université de Heidelberg qu'il termine en 1927, il rejoint Harvard, où il devint l'un des premiers professeurs au nouveau département de sociologie.
La sociologie de Parsons est empirique et systématique. Elle s'inscrit dans et se pose en fondement du courant théorique des systèmes sociaux. Ses traductions de Max Weber en anglais et les commentaires et analyses qu'il rédige à propos de son œuvre ainsi qu'à propos de celles d'Émile Durkheim et de Vilfredo Pareto sont de mémorables contributions à la sociologie anglo-saxonne. C'est dans ces œuvres qu'il est possible de retrouver les emprunts qui ont imprégné sa vision du monde social. Sa théorie emprunte aussi des éléments de Sigmund Freud et a permis de développer différentes approches plus « opératoires » de la socialisation.
À partir des années 1970, une nouvelle génération de sociologues lui reproche un style trop complexe et d'avoir une approche trop conservatrice. Sa théorie est aujourd'hui moins enseignée que pendant les années 1940 à 1970. Néanmoins, ses idées redeviennent populaires dans le monde anglo-saxon.

## Biographie
Après avoir passé son B.A. au Amherst College avec une dominante en biologie, il entre à la London School of Economics où il s'intéresse aux travaux de Harold Laski, R.H Tawney, Bronislaw Malinowski et Leonard Trelawny Hobhouse. Il va ensuite à l'université de Heidelberg où il obtient un doctorat en sociologie et économie.

## Sources de son œuvre
Parsons est tributaire de la sociologie européenne, de l'économie politique et de la psychanalyse. Il retient l'idée d'une contradiction entre le marché et les professions de l'économie politique, essentiellement de Alfred Marshall, et il marque l'importance du cadre social dans lequel s'insère l'évolution du marché. De Max Weber, il retient le problème central de la rationalisation. L'activisme instrumental (instrumental activism) qu'il attribue aux États-Unis est une variante de l'ascétisme de Weber qui le pose à la base du capitalisme. De Durkheim, il garde l'importance du système social et de l'intégration collective. De Freud, il retient l'importance des phénomènes de déséquilibre.

## Théorie de l'action
Sa théorie de l'action peut-être interprétée comme une volonté de conserver la rigueur du positivisme dans les sciences sociales en y associant une dimension subjectiviste. L'idée que l'action humaine soit mue par une volonté, par une motivation est centrale dans sa compréhension de l'acte humain. Il considère que les sciences sociales doivent poser les questions des fins, des buts et des idéaux qui motivent l'action individuelle, il se place ainsi en opposition aux courants purement béhavioristes et matérialistes. Il se met ainsi à dos les défenseurs du déterminisme social.[réf. souhaitée]
Parsons est principalement connu pour sa théorie de l'action selon laquelle l'action est le « produit d'un acteur doté de ressources, qui effectue des choix finalisés et qui use pour ce faire de moyens matériels et symboliques. [...] Mais ces choix sont liés à un ensemble global de valeurs communes [...] et s'inscrivent dans un réseau de normes constitutif de la structure de la société, autant d'éléments contraignants l'action individuelle ». Le terme d'action doit être entendus ici dans un sens incluant non seulement les comportements mais également les pensées, les sentiments, les aspirations et les désirs. Autrement dit, selon Parsons, l’acteur oriente son action en direction d’une fin, et s'il en choisit les moyens, ce choix s'inscrit dans un cadre contraint, car l'acteur ne dispose que d’un contrôle partiel sur son environnement.

### Système et sous-système de l'action sociale
Pour l'analyse  de  l’action  sociale, Parsons  décompose le système d'action sociale en quatre sous-système : 
1. le sous-système culturel (appareil symbolique : valeurs, connaissances, idéologies);
2. le sous-système social (« conditions impliquées dans l'interaction d'individus »[7]);
3. le sous-système de la personnalité (psychique) ;
4. le sous-système de l'organisme (biologique ou adaptatif).

Chaque action s'inscrit dans ces quatre sous-systèmes à la fois, et résulte d'une interaction d'influences provenant de chacun d'entre eux. Autrement dit, si chaque sous-système peut analytiquement être isolé car il a sa propre logique interne, les quatre sous-systèmes entretiennent entre eux des rapports d'interdépendance et de complémentarité. Les quatre sous-système sont hiérarchiquement ordonnés du point de vue du contrôle sur l'action : un système se situe en haut lorsqu'il est plus riche en information (comme le sous-système culturel) et se situe plus bas lorsqu'il est plus riche en énergie (comme le sous-système de l'organisme). Cette hiérarchie est qualifié de « cybernétique ».
Chaque sous-système a une fonction particulière appelée « impératif fonctionnel »: 
1. le maintien des modèles culturels (Latent pattern maintenance) ;
2. l'intégration sociale (Integration) ;
3. la réalisation des fins (Goal-Attainment);
4. l'adaptation (Adaptation).

Mais chaque sous-système intègre également en interne ces quatre fonctions. Ainsi, il faut distinguer la fonction adaptation quand elle est relative au système général de l'action (correspond au sous-système de l'organisme) et quand elle est relative au sous-système social (correspond aux rôles et à l'économie).

### Les quatre fonctions communes à tout système d'action: AGIL ou LIGA
Ainsi, selon Parsons, un système d'action peut s'analyser à partir de quatre éléments élémentaires. En effet, « l'action suppose un acteur, une situation partiellement contrôlée par lui, une combinaison de fin et de moyen soumis au choix de l'acteur par des critères normatifs ». Dans The Structure of Social Action, écrit en 1937, Parsons conceptualise l’action humaine par les quatre propositions suivantes:
1. l'action implique une motivation et une dépense d'énergie ;
2. l'action est régulée par des normes ;
3. l'action est orientée vers des buts, ce qui nécessite des anticipations ;
4. l'action rend place dans des situations qui sont structurées par des ressources.

Puis, en collaboration avec Robert F. Bales, Parsons propose en 1955 quatre catégories fonctionnelles, c'est le modèle AGIL ou LIGA en français,,:
1. Latent pattern maintenance : le maintien des modèles de contrôle (valeurs qui motivent l'action individuelle) ;
2. Integration : l'intégration interne du système (coordination entre les membres du système) ;
3. Goal-Attainment : l'orientation vers la réalisation des fins (poursuite des buts : définition et la mise en œuvre des objectifs de l’action) ;
4. Adaptation : l'adaptation aux conditions globales de l'environnement (adéquation des moyens aux buts poursuivis).

Détaillons ces fonctions dans le sous-système social en précisant la composante structurale et l'ensemble structural concret,, :
1. le maintien des modèles culturels correspond à la composante structurale des valeurs et à la socialisation.
2. l'intégration sociale correspond à la composante structurale des normes et au droit et à l'appareil judiciaire.
3. la réalisation des fins correspond à la composante structurale des collectivités et à la structure politique.
4. l'adaptation correspond à la composante structurale des rôles et à la structure économique.

Synthétisons avec deux tableaux : le premier synthétise le système général, le second synthétise le sous-système social.
| Impératif fonctionnel      | Sous-système du système général |
| -------------------------- | ------------------------------- |
| Latent pattern maintenance | sous-système culturel           |
| Integration                | sous-système social             |
| Goal-Attainment            | sous-système de la personnalité |
| Adaptation                 | sous-système de l'organisme     |

| Impératif fonctionnel      | Composantes structurales | Ensembles structuraux |
| -------------------------- | ------------------------ | --------------------- |
| Latent pattern maintenance | Valeurs                  | Socialisation         |
| Integration                | Normes                   | Droit                 |
| Goal-Attainment            | Collectivité             | Politique             |
| Adaptation                 | Rôles                    | Économique            |

### Changement social et évolution des sociétés
Dans sa théorie du changement social, Parsons réinvesti les quatre catégories fonctionnelles citées précédemment pour définir quatre processus de changement social :
1. la généralisation des valeurs (L) : processus qui tend à adapter les valeurs au nouveau type de système qui apparait.
2. l'inclusion (I) : processus qui tend à inclure dans la société communautaire des groupes initialement exclus.
3. la différenciation (G) : processus qui tend à la démultiplication des rôles.
4. l'amélioration adaptative (A) : processus qui met à la disposition des unités sociales un champ plus étendu de ressource.

Par ailleurs, Parsons distingue changement d'équilibre (modification dans certaines parties du système sans transformation au niveau global) et changement de structure (affecte la nature du système au niveau global).

### Système social et variables de configuration
Dans son livre The Social System, qu'il écrit en 1951, Parsons estime qu'il existe cinq « variables de configuration » (pattern variables) dichotomiques et qu'un individu doit choisir entre les termes de ces variables de configuration :
1. entre affectivité et neutralité affective ;
2. entre orientation vers la collectivité et orientation vers soi (individuelle) ;
3. entre universalisme et particularisme (l'acteur juge son environnement à partir de critère généraux ou à partir de critère spécifique) ;
4. entre qualité et accomplissement (l'évaluation des autres repose soit sur leurs qualités individuelles, soit à partir des résultats de leurs actions) ;
5. entre spécificité et diffusion.

Pour illustrer sa théorie, Parsons prend l'exemple de la relation médecin-patient,. Selon Parsons, pour que la relation médecin-patient soit fonctionnelle, le médecin doit s'inscrire dans une neutralité affective, dans l'orientation vers la collectivité, dans l'universalisme, dans l'accomplissement, et dans la spécificité, là où le patient s'inscrit dans l'affectivité, l'orientation individuelle, le particularisme, et la qualité. Le modèle s'applique également au niveau macro-social : la société industrielle américaine se caractériserait par l'universalisme et l'accomplissement, l'Allemagne se caractériserait par l'universalisme et la qualité, la Chine par le particularisme et l'accomplissement, etc.

## Autres prises de position
Parsons est aussi connu pour ses prises de position, dans les années 1940 et 1950, en faveur de l'Exceptionnalisme américain, ce qui lui a valu d'entrer en conflit avec son collègue d'Harvard Pitirim Sorokin, qui parlait à ce sujet d'une attitude « américano-centrique ».

## Principaux ouvrages
- The Structure of Social Action (1937)
- (article) Parsons, Talcott. 1942. "Age and Sex in the Social Structure of the United States." American Sociological Review 7(5):604-616. E
- The Social System (1951)
- Economy and Society - avec Neil Smelser (1956)
- Structure and Process in Modern Societies (1960)
- Social Structure and Personality. New York : Free Press, (1964)
- Societies: Evolutionary and Comparative Perspectives (1966)
- Sociological Theory and Modern Society (1968)
- Politics and Social Structure (1969)
- The American University - with G. Platt (1973)
- Social Systems and the Evolution of Action Theory (1977)
- Action Theory and the Human Condition (1978)
- Le système des sociétés modernes, trad.Guy Milleray, Dunod,1973